# Nanhermannia
Nanhermannia – rodzaj roztoczy z kohorty mechowców i rodziny Nanhermanniidae.
Rodzaj ten został opisany w 1913 roku przez Antonia Berlesego. Gatunkiem typowym wyznaczono Nothrus nanus. Stadia rozwojowe zostały opisane tylko dla dwóch gatunków: dla N. nana przez Nicoleta w 1855, Sengbuscha w 1958 i Seniczaka w 1991 oraz dla N. coronata przez Jermiłowa w 2009.
Mechowce te mają tarczki genitalne i analne rozdzielone półokrągłym, pośrodku przerwanym szwem. Prodorsum ma z tyłu chitynową listwę opatrzoną mniej lub więcej rozwiniętymi wyrostkami. Szczeciny notogastralne są długie i smukłe. Na notogaster brak apofiz.
Rodzaj kosmopolityczny. W Europie stwierdzono występowanie 11 gatunków.
Należą tu 33 opisane gatunki, zgrupowane w 2 podrodzajach:
podrodzaj: Nanhermannia (Nanhermannia)

- Nanhermannia acutisetosa Hammer, 1966
- Nanhermannia angulata Fujikawa, 2003
- Nanhermannia bifurcata Fujikawa, 1990
- Nanhermannia comitalis Berlese, 1916
- Nanhermannia continua Golosova et Karppinen, 1985
- Nanhermannia domrowi Balogh et Mahunka, 1978
- Nanhermannia dorsalis (Banks, 1896)
- Nanhermannia elegantissima Hammer, 1958
- Nanhermannia elegantula Berlese, 1913
- Nanhermannia fenneri Balogh, 1970
- Nanhermannia forsslundi Karppinen, 1958
- Nanhermannia gladiata P. Balogh, 1985
- Nanhermannia gorodkovi Sitnikova, 1975
- Nanhermannia grandjeani Lee, 1985
- Nanhermannia himalayensis Chakrabarti et Raychaudhuri, 1978
- Nanhermannia komareki Kunst, 1956
- Nanhermannia laevis Sitnikova, 1975
- Nanhermannia milloti Balogh, 1961
- Nanhermannia nana (Nicolet, 1855)
- Nanhermannia nasata (Warburton, 1912)
- Nanhermannia pectinata Strenzke, 1953
- Nanhermannia pluriseta Mahunka, 1984
- Nanhermannia quadridentata Balogh, 1958
- Nanhermannia sabahensis Fujikawa, 1990
- Nanhermannia sellnicki Forsslund, 1958
- Nanhermannia tenuicoma Hammer, 1966
- Nanhermannia tenuisetosa P. Balogh, 1985
- Nanhermannia thaiensis Aoki, 1965
- Nanhermannia tokara Aoki, 1987
- Nanhermannia transversaria Hammer, 1972
- Nanhermannia triangula Fujikawa, 1990
- Nanhermannia verna Fujikawa, 2003

podrodzaj: Nanhermannia (Nippohermannia)
- Nanhermannia parallela Aoki, 1961